# Leprechaun (film)
Leprechaun är en amerikansk långfilm från 1993 i regi av Mark Jones, med Warwick Davis, Jennifer Aniston, Ken Olandt och Mark Holton i rollerna. Filmen fick fem uppföljare: Leprechaun 2 (1994), Leprechaun i Las Vegas (1995), Leprechaun 4: In Space (1996), Leprechaun In The Hood (2000) och Leprechaun - Back 2 tha hood (2003) – alla med Warwick Davis i huvudrollen.

## Handling
J.D. Redding (Shay Duffin) och hans tonårsdotter Tory (Jennifer Aniston) hyr en bondgård över sommaren. De hittar en låda som visar sig innehålla en mördande leprechaun.

## Rollista
| Warwick Davis    | – Leprechaun     |
| Jennifer Aniston | – Tory Reding    |
| Ken Olandt       | – Nathan Murphy  |
| Mark Holton      | – Ozzie          |
| Robert Hy Gorman | – Alex           |
| Shay Duffin      | – Dan O'Grady    |
| John Sanderford  | – J.D. Reding    |
| John Voldstad    | – Shop Owner     |
| Pamela Mant      | – Mrs. O'Grady   |
| William Newman   | – Sheriff Cronin |
| David Permenter  | – Deputy Tripet  |